# Министерство молодёжи и спорта Ганы
Министерство молодёжи и спорта Ганы ответственно за расширение прав и возможностей молодёжи в спорте.

## История
Министерство претерпело значительные перестройки своих функций и мероприятий с момента обретения независимости Ганы в 1957 году. Один вид реструктуризации состоялся в 1978 году, когда министерство было создано только для развития спорта и администрации. Министерство тогда возглавлял комиссар по спорту. В 2005 году Министерство спорта слилось с министерством образования для формирования Министерства образования, молодёжи и спорта. Через год после слияния, молодёжный сегмент министерства был отделен и присоединена к Министерству труда и трудовых ресурсов с тем, чтобы создать новое министерство — Министерство занятости, молодёжи и планирования трудовых ресурсов. Развитие спорта в 2006 году перешло в ведение министерства образования и спорта. Во время администрации Джона Атта Миллса в 2009 году правительство приняло решение о создании автономного министерства, отвечающего за спорт. Министерство молодёжи и спорта был создан таким образом.